# Southampton Saturday Football League
Southampton Saturday Football League är en engelsk fotbollsliga i Hampshire. Den har sex divisioner och toppdivisionen Premier Division ligger på nivå 13 i det engelska ligasystemet. Ligan har även två veteranlagsdivisioner; dessa ingår dock inte i det nationella ligasystemet.
Ligan är en matarliga till Hampshire Premier Football League.

## Mästare
| Säsong  | Premier Division |
| ------- | ---------------- |
| 2003/04 | Sporting BTC     |
| 2004/05 | Nursling         |
| 2005/06 | Nursling         |
| 2006/07 | Comrades         |
| 2007/08 | Nursling         |
| 2008/09 | Bush Hill        |
| 2009/10 | Bush Hill        |
| 2010/11 | Bush Hill        |